# Seznam českých hráčů v KHL v sezóně 2018/2019
Toto je seznam hráčů Česka v sezóně 2018/2019 KHL.

## Bobrovova divize
- HK Spartak Moskva • Robin Hanzl
- HK Dynamo Moskva • nikdo
- Dinamo Riga • nikdo
- Jokerit • nikdo
- Severstal Čerepovec • Dominik Furch • Matěj Stránský
- SKA Petrohrad • nikdo

## Tarasovova divize
- CSKA Moskva • nikdo
- HK Dinamo Minsk • nikdo
- Lokomotiv Jaroslavl • Alexander Salák • Jakub Nakládal
- HK Soči • nikdo
- HK Viťaz Moskevská oblast • Vojtěch Mozík

## Charlamovova divize
- Ak Bars Kazaň • Jiří Sekáč
- Avtomobilist Jekatěrinburg • Jakub Kovář
- Torpedo Nižnij Novgorod • nikdo
- Metallurg Magnitogorsk • nikdo
- CHK Neftěchimik Nižněkamsk • Adam Polášek • Andrej Nestrašil
- Traktor Čeljabinsk • nikdo

## Černyšovova divize
- Admiral Vladivostok • nikdo
- Amur Chabarovsk • Libor Kašík • Michal Jordán • Jan Kolář • Tomáš Filippi • Tomáš Zohorna
- Avangard Omsk • nikdo
- Barys Astana • Dominik Hrachovina
- Salavat Julajev Ufa • nikdo
- HK Sibir Novosibirsk • nikdo
- HC Rudá hvězda Kunlun • Tomáš Kundrátek • Ondřej Vitásek • Tomáš Mertl
- HC Slovan Bratislava • Jakub Štěpánek • Lukáš Klok • Rudolf Červený • Michal Řepík